# Петар Краљ
Петар Краљ (Загреб, 4. април 1941 — Београд, 10. новембар 2011) био је српски глумац.

## Биографија
Рођен је као син јединац оца Ђорђа, професора историје у гимназији, пореклом са Баније и мајке Станиславе, девојачки Коцан, професорке географије пољско-украјинског порекла. Почетком Другог светског рата породица се сели, прво у Руму, а потом у Сремску Митровицу где проводи детињство.
Гимназију је завршио у Новом Саду 1960. године. Дипломирао је на Академији за позориште, филм, радио и телевизију у Београду.
Био је члан Атељеа 212 од 1968. до 1979. године, када је прешао у слободне уметнике. Највише је играо у Атељеу 212 и Народном позоришту. Мала сцена Атељеа 212 данас се, њему у част, зове „Сцена Петар Краљ“.
Био је ожењен бившом балерином Соњом Дивац, а у првом браку са глумицом Љиљаном Газдић му се 1973. године родила кћерка Милица, данас успешна редитељка.
Преминуо је 10. новембра 2011. у Београду после дуге и тешке болести, у 70. години живота. Сахрањен је 14. новембра у Алеји заслужних грађана на београдском Новом гробљу. Опело је служио Радован Биговић.
Живео је у Милешевској 38 у Београду, а испред куће је 4. априла 2014. постављено спомен обележје.

## Филмографија
|                   | 1960▼ | 1970▼ | 1980▼ | 1990▼ | 2000▼ | 2010▼ | Укупно |
| ----------------- | ----- | ----- | ----- | ----- | ----- | ----- | ------ |
| Дугометражни филм | 8     | 1     | 24    | 8     | 12    | 1     | 54     |
| ТВ филм           | 11    | 40    | 20    | 16    | 5     | 0     | 92     |
| ТВ серија         | 4     | 14    | 14    | 8     | 9     | 2     | 51     |
| ТВ мини серија    | 1     | 3     | 3     | 2     | 2     | 0     | 11     |
| ТВ кратки филм    | 3     | 3     | 4     | 0     | 0     | 0     | 10     |
| Кратки филм       | 0     | 1     | 1     | 3     | 2     | 0     | 7      |
| Укупно            | 27    | 62    | 66    | 37    | 30    | 3     | 225    |

| Год.       | Назив                                                 | Улога                             |
| ---------- | ----------------------------------------------------- | --------------------------------- |
| 1960-е▲    |                                                       |                                   |
| 1962.      | Саша                                                  | Краљевски официр                  |
| 1963.      | Две ноћи у једном дану                                | Перо                              |
| 1964.      | Име и презиме                                         |                                   |
| 1965.      | Бродолом младог Томаса                                |                                   |
| 1965.      | Хиљаду зашто?                                         |                                   |
| 1966.      | Рој                                                   |                                   |
| 1966.      | Пре рата                                              | Службеник                         |
| 1966.      | Штићеник                                              |                                   |
| 1967.      | Сумњиво лице (ТВ)                                     |                                   |
| 1967.      | Кафаница на углу                                      |                                   |
| 1967.      | Очи пуне звезда                                       |                                   |
| 1967.      | Хонорарни краљ (кратки филм)                          |                                   |
| 1967.      | Ноћна кафана                                          |                                   |
| 1967.      | Седам Хамлета                                         | Гробар                            |
| 1967.      | Забавља вас Мија Алексић                              |                                   |
| 1967.      | Пробисвет (ТВ серија)                                 |                                   |
| 1967.      | Вилин коњиц и плехана фуруна                          |                                   |
| 1968.      | Можда спава                                           |                                   |
| 1968.      | Невероватни цилиндер Њ. В. краља Кристијана           |                                   |
| 1968.      | Невоље једног Бобана                                  |                                   |
| 1968.      | Максим нашег доба                                     |                                   |
| 1969.      | Дошљаци (ТВ)                                          |                                   |
| 1969.      | Хајде да се играмо                                    |                                   |
| 1969.      | Лек од љубави                                         | Доктор                            |
| 1969.      | Код зеленог папагаја                                  |                                   |
| 1969.      | Љубав и понека псовка                                 | Судија приправник                 |
| 1969.      | Убиство на свиреп и подмукао начин и из ниских побуда | Јован Рукавина                    |
| 1970-е▲    |                                                       |                                   |
| 1970.      | Крунисање                                             |                                   |
| 1970.      | Србија на Истоку                                      | Светозар Марковић                 |
| 1971.      | Пенџери равнице                                       |                                   |
| 1971.      | На небу звезда Даница                                 |                                   |
| 1971.      | Халелуја                                              |                                   |
| 1971.      | Операција 30 слова                                    |                                   |
| 1971.      | С ванглом у свет                                      |                                   |
| 1971.      | Чедомир Илић                                          | Радоје Остојић                    |
| 1971.      | Дипломци                                              | Радослав Раде Петковић            |
| 1972.      | Униформе (ТВ мини серија)                             |                                   |
| 1972.      | Муса из циркуса                                       |                                   |
| 1972.      | Смех са сцене: Атеље 212                              | Зирон, Војник, Тола & Велики      |
| 1972.      | Паљење Рајхстага                                      | Ван дер Либе                      |
| 1972.      | Пораз (ТВ филм)                                       |                                   |
| 1972.      | Дервиш и смрт (ТВ)                                    | Хасан                             |
| 1972.      | Савонарола и његови пријатељи                         |                                   |
| 1972.      | Прождрљивост                                          |                                   |
| 1973.      | Краљ Иби (ТВ)                                         | Жирон                             |
| 1973.      | Слике без рама из дечијих књига                       |                                   |
| 1973.      | Диогенес                                              |                                   |
| 1973.      | Невен                                                 | Никола Кирић / Пура Моца          |
| 1973.      | Живео живот Тола Манојловић                           | Тола Манојловић                   |
| 1973.      | Луди речник (ТВ серија)                               |                                   |
| 1973.      | Позориште у кући                                      | Телембаковић                      |
| 1974.      | Одлазак Дамјана Радовановића                          | Војислав Радовановић, син         |
| 1974.      | Наши очеви                                            |                                   |
| 1974.      | Девојка бржа од коња                                  |                                   |
| 1974.      | Позориште у кући 2                                    | Мирковић                          |
| 1974.      | Образ уз образ                                        | Петар                             |
| 1974.      | Власт                                                 |                                   |
| 1974.      | Димитрије Туцовић (ТВ серија)                         | Јован Скерлић                     |
| 1975.      | Нора (ТВ)                                             | Крогстад                          |
| 1975.      | Синови                                                |                                   |
| 1975.      | Крај недеље                                           | Бојан Марковић, словослагач       |
| 1975.      | Трећи за преферанс                                    |                                   |
| 1975.      | Љубичице                                              | Андрија                           |
| 1975.      | Мамика, хвата ме паника                               |                                   |
| 1975.      | Голгота                                               |                                   |
| 1975.      | Песма (ТВ серија)                                     |                                   |
| 1976.      | Успон и пад Жике Проје                                |                                   |
| 1976.      | Грешно дете                                           |                                   |
| 1976.      | Процес Ђордану Бруну                                  | Фра Целестино                     |
| 1976.      | Мурталов случај                                       |                                   |
| 1976.      | Изгубљена срећа                                       | Митрашиновић                      |
| 1976.      | Диспут у ноћи                                         | Улрих фон Хутен                   |
| 1976.      | Бабино унуче                                          | Буда                              |
| 1976.      | Укрштене речи (ТВ)                                    |                                   |
| 1976.      | Музика позорнице                                      |                                   |
| 1977.      | Операција                                             |                                   |
| 1977.      | Анчика Думас                                          | Бориша Видић                      |
| 1977.      | Топовска завршница (ТВ)                               |                                   |
| 1977.      | Кућна терапија                                        |                                   |
| 1977.      | Црни дани                                             |                                   |
| 1977.      | Под истрагом                                          | Мајстор                           |
| 1977.      | Хајка                                                 | Арсо                              |
| 1978.      | Молијер                                               |                                   |
| 1978.      | Шпански захтев                                        | Руј Фалеиро, астроном и картограф |
| 1978.      | Госпођа министарка (ТВ)                               | Пера - писар                      |
| 1978.      | Ласно је научити, него је мука одучити (ТВ серија)    |                                   |
| 1979.      | Пупинове звезде                                       | Михајло Пупин                     |
| 1979.      | Слом                                                  | Бошко Илић                        |
| 1979.      | Лазар Гавриловић воденичар                            |                                   |
| 1979.      | Сумњиво лице (ТВ)                                     | Алекса Жуњић                      |
| 1979.      | Господин Димковић                                     | Господин Љубомир Димковић         |
| 1979.      | Седам плус седам                                      | Петар                             |
| 1980-е▲    |                                                       |                                   |
| 1980.      | Београдска разгледница 1920                           |                                   |
| 1980.      | Било, па прошло                                       | Професор                          |
| 1980.      | Ја, Порфирије III с реке                              |                                   |
| 1980.      | Интереси                                              |                                   |
| 1980.      | Сплав медузе                                          | перверзни џентлмен                |
| 1980.      | Посебан третман                                       | Марко                             |
| 1981.      | Сав немир света                                       |                                   |
| 1981.      | На рубу памети                                        |                                   |
| 1981.      | Нека друга жена                                       | Коста                             |
| 1981.      | Сок од шљива                                          | Стојановић                        |
| 1981.      | Лов у мутном                                          | Раца                              |
| 1981.      | Светозар Марковић                                     | Владимир Јовановић                |
| 1982.      | Јелена Гавански                                       | Стојан Бранков                    |
| 1982.      | Путовање                                              |                                   |
| 1982.      | Канте или кесе                                        | Друг Глумац                       |
| 1982.      | Вариола вера                                          | Доктор Драгутин Кенигсмарк        |
| 1982.      | Приче преко пуне линије                               |                                   |
| 1983.      | Пробисвет                                             |                                   |
| 1983.      | Одумирање међеда                                      | Стојко                            |
| 1983.      | Хало такси                                            | Сељак                             |
| 1983.      | Дани Авној—а                                          |                                   |
| 1983.      | Кореспонденција (ТВ)                                  | Илија Гарашанин                   |
| 1983.      | Како сам систематски уништен од идиота                | Доктор                            |
| 1983.      | Мртви се не враћају (мини-серија)                     |                                   |
| 1984.      | Проклета авлија (ТВ)                                  | Фра Петар Остојић                 |
| 1984.      | Чај у пет                                             | Паркинсон, агент за некретнине    |
| 1984.      | Дивља патка                                           | Јалмар Екдал                      |
| 1984.      | Како се калио народ Горњег Јауковца                   | Средоје                           |
| 1984.      | О покојнику све најлепше                              | Средоје Спасић                    |
| 1984.      | Нема проблема                                         | Директор банке                    |
| 1984.      | Уна                                                   | Продекан                          |
| 1985.      | X+Y=0 (ТВ)                                            | Господин X                        |
| 1985.      | Џек-пот (ТВ)                                          |                                   |
| 1986.      | Смешне и друге приче                                  | Слоба Бабовић, члан комисије 1    |
| 1986.      | Фрка (ТВ серија)                                      |                                   |
| 1986.      | Друга Жикина династија                                | Домаћин                           |
| 1986.      | Приче са краја ходника                                | Стева, Катаринин муж              |
| 1986.      | Одлазак ратника, повратак маршала                     |                                   |
| 1986.      | Мис                                                   | главни уредник                    |
| 1986.      | Шпадијер-један живот                                  | Доктор                            |
| 1987.      | Младост уметника                                      |                                   |
| 1987.      | Милан — Дар                                           | Симо Матавуљ                      |
| 1987.      | Догодило се на данашњи дан                            | Социјални радник                  |
| 1987.      | Увек спремне жене                                     | Директор                          |
| 1987.      | Октоберфест                                           | Лулетов отац                      |
| 1987.      | Свет који нестаје                                     | наратор                           |
| 1988.      | Портрет Илије Певца                                   | Брана Радаковић                   |
| 1988.      | Мала Нада                                             | Надин отац                        |
| 1988.      | Сунцокрети                                            | Тањин отац                        |
| 1987-1988. | Бољи живот                                            | Радујковић                        |
| 1987-1988. | Вук Караџић                                           | Јернеј Копитар                    |
| 1988.      | Ортаци                                                | уредник новина                    |
| 1988.      | Оставштина за будућност                               |                                   |
| 1989.      | Бој на Косову                                         | Војиша                            |
| 1989.      | Силе у ваздуху                                        | Благоје                           |
| 1989.      | Последњи круг у Монци                                 | Иследник                          |
| 1989.      | Масмедиологија на Балкану                             | Радосављевић                      |
| 1989.      | Чудо у Шаргану                                        | Скитница                          |
| 1989.      | Свет                                                  | Тома Милентијевић                 |
| 1989.      | Како је пропао рокенрол                               |                                   |
| 1989.      | Метла без дршке                                       | Жаки Мачкић                       |
| 1989.      | Другарица министарка                                  | Сима                              |
| 1990-е▲    |                                                       |                                   |
| 1990.      | Гала корисница: Атеље 212 кроз векове                 |                                   |
| 1990.      | Балканска перестројка                                 |                                   |
| 1990.      | Метла без дршке 2                                     | Жаки                              |
| 1990.      | Заборављени                                           |                                   |
| 1990.      | Секс - партијски непријатељ бр. 1                     | Рус                               |
| 1991.      | Метла без дршке 3                                     | Жаки                              |
| 1991.      | Смрт госпође Министарке                               | Бојан Ступица                     |
| 1991.      | Тераса                                                |                                   |
| 1991.      | Бољи живот 2                                          | Радујковић                        |
| 1991.      | Холивуд или пропаст                                   |                                   |
| 1992.      | Јуриш на скупштину                                    | Јован Мирић                       |
| 1993.      | Мрав пешадинац (ТВ)                                   |                                   |
| 1993.      | Рај                                                   | Надеждин отац Пера                |
| 1993.      | Тесла (ТВ)                                            | Џорџ Вестингхаус                  |
| 1993.      | Метла без дршке                                       | Жаки                              |
| 1994.      | Ругалице и убице                                      | Ујак                              |
| 1993-1994. | Срећни људи                                           | Вуксан Митровић                   |
| 1995.      | Била једном једна земља                               | Доктор Мирковић                   |
| 1995.      | Све ће то народ позлатити (филм) (ТВ)                 | Благоје казанџија                 |
| 1992-1995. | Театар у Срба                                         | Јоаким Вујић                      |
| 1995.      | Симпатија и антипатија (ТВ)                           | Винко Лозић                       |
| 1995.      | Знакови                                               | Професор математике               |
| 1995.      | Отворена врата                                        | Доктор Плавшић                    |
| 1995.      | Крај династије Обреновић                              | Никола Пашић                      |
| 1995.      | Подземље                                              | Доктор Мирковић                   |
| 1996.      | Школа за жене (ТВ)                                    |                                   |
| 1996.      | Колибаш                                               | Виктор                            |
| 1996.      | Потера за благом                                      |                                   |
| 1996.      | Очеви и оци                                           | Видосав Прокић                    |
| 1997.      | Гардеробер                                            | Норман                            |
| 1997.      | Птице које не полете                                  |                                   |
| 1997.      | Љубав, женидба и удадба                               | Сима                              |
| 1996-1997. | Горе доле                                             | Томислав Томић                    |
| 1997.      | Три летња дана                                        | Димитрије                         |
| 1998.      | Лагум                                                 | Душан Павловић                    |
| 1998.      | Кнегиња из Фоли Бержера                               | Станислав Словицин                |
| 1999.      | Рањена земља                                          | Љупче                             |
| 2000-е▲    |                                                       |                                   |
| 2000-2001. | Породично благо                                       | Пера Радуловић Поскок             |
| 2001.      | Сељаци                                                | Петко Попај                       |
| 2001.      | Бумеранг                                              | Анђео водич                       |
| 2001.      | Све је за људе                                        | Попај                             |
| 2001.      | Метла без дршке 5                                     | Жаки                              |
| 2002.      | Ноћ уз видео                                          | Љубичин муж                       |
| 2002.      | Глад                                                  |                                   |
| 2002.      | Сахт                                                  | доктор                            |
| 2002.      | Породично благо 2                                     | Пера Радуловић Поскок             |
| 2002.      | Силвија                                               | Лесли/Филис/Том                   |
| 2002.      | Новогодишње венчање                                   | Никола                            |
| 2003.      | Мансарда                                              | Гвозден                           |
| 2003.      | Казнени простор                                       | Тренер Браца                      |
| 2003.      | Наша мала редакција                                   | Милеуснић                         |
| 2003.      | Волим те највише на свету                             | Конобар                           |
| 2003.      | Мали свет                                             | Лекар хитне помоћи                |
| 2004.      | Миле против транзиције                                | Милетов отац                      |
| 2004.      | Кад порастем бићу Кенгур                              | Сретен Жујкић-пензионер           |
| 2004.      | Стижу долари                                          | Средоје Крстић Крџа               |
| 2004.      | Смешне и друге приче                                  | Општински службеник               |
| 2004.      | Диши дубоко                                           | Доктор                            |
| 2004.      | Te quiero, Радиша (ТВ)                                         | Отац                              |
| 2005.      | Сакупљач                                              | Сакупљач                          |
| 2006.      | Синовци                                               | Обрад Срећковић                   |
| 2006.      | Где цвета лимун жут                                   | Никола Пашић                      |
| 2006.      | Вршачка позоришна јесен 2006.                         |                                   |
| 2005-2006. | Стижу долари 2                                        | Средоје Крстић Крџа               |
| 2007.      | Бора под окупацијом                                   | Пиљар Јаков                       |
| 2007.      | Коњи врани                                            |                                   |
| 2007.      | Увођење у посао                                       | Дежурни службеник                 |
| 2006-2011. | Бела лађа                                             | Димитрије „Мита“ Пантић           |
| 2006-2007. | Сељаци                                                | Петко                             |
| 2008.      | Краљевина Србија                                      | Никола Пашић                      |
| 2008.      | Бела лађа 2                                           | Димитрије Мита Пантић             |
| 2008.      | Хитна помоћ                                           |                                   |
| 2008.      | Горки плодови                                         | Неша „Фајн“ Филиповић             |
| 2010-е▲    |                                                       |                                   |
| 2002-2015. | Вршачка позоришна јесен (ТВ серија)                   |                                   |
| 2011.      | Мирис кише на Балкану                                 | Надбискуп Шарић (1 епизода, 2011) |
| 2011.      | Систем                                                | Оклагија                          |

## Награде
Носилац је бројних признања, као и четири награде за животно дело:
- 1994 — Награда „Милош Жутић“;
- 1994 — Статуета „Јоаким Вујић“;
- 1996 — „Добричин прстен“ за животно дело;
- 2006 — Награда „Павле Вуисић“ за животно дело;
- 2010 — „Златни ћуран“ за животно дело;
- 2010 — „Стеријино позорје“ за животно дело.